# 電話竊聽

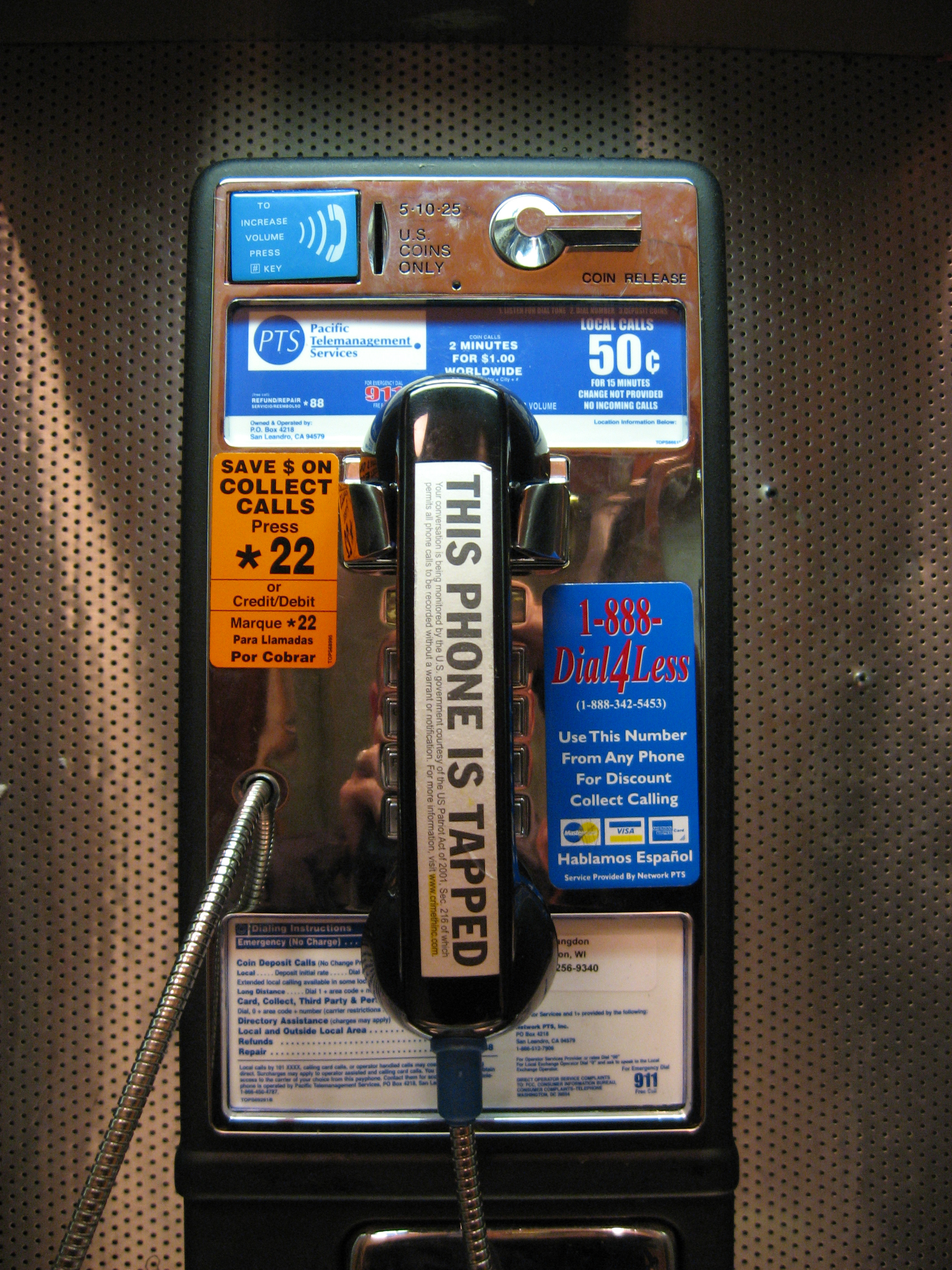
話筒被貼上"遭美國政府監聽"標示的一具公用電話

電話竊聽（英語：Telephone tapping，美式英語又作），是由對話之外的第三方，對電話或網際網路中的交談及資料交換，進行監視、竊聽的行為。電話竊聽違反了秘密通訊自由，被認為是一種侵犯人權的做法。在法律規範下，獲得合法監聽權力的政府單位所進行的竊聽行為，稱為合法監察（Lawful interception）。

## 外部連結
- RFC 2804
- In Pellicano Case, Lessons in Wiretapping Skills （页面存档备份，存于） NY Times May 5, 2008
- Lawyers for Guantanamo Inmates Accuse US of Eavesdropping （页面存档备份，存于） NY Times May 7, 2008